# Phương Văn Bồi
Phương Văn Bồi (方文培, bính âm: Fang Wen-Pei) (1899-1983), là một nhà thực vật học người Trung Quốc, ông là chuyên gia về các loài đỗ quyên và phong. Ông làm việc ở Viện Thực vật học trực thuộc Viện Khoa học Trung Quốc sau khi tốt nghiệp Đại học Đông Nam ở Nam Kinh, Trung Quốc. Ông tiếp tục theo học tại Đại học Edinburgh vào năm 1934 và nhận bằng tiến sĩ vào năm 1937. Cùng năm đó, ông trở về Trung Quốc và trở thành giáo sư sinh học tại Đại học Tứ Xuyên cho tới khi mất.
Trong cuộc đời nghiên cứu của mình, ông đã xác định được hơn 100 loài thực vật mới và trong đó ông đã đặt tên cho hơn 40 loài, xuất bản 8 chuyên khảo và hơn 50 bài báo. Ông được vinh danh là "một trong những nhà thực vật học Trung Quốc xuất sắc nhất".